# Dolichos cardiophyllus
Dolichos cardiophyllus är en ärtväxtart som beskrevs av Hermann August Theodor Harms. Dolichos cardiophyllus ingår i släktet Dolichos och familjen ärtväxter. Inga underarter finns listade i Catalogue of Life.